# Otovice (kraj hradecki)
Otovice (niem. Ottendorf) – gmina wiejska i wieś w Czechach, w kraju hradeckim w Sudetach Środkowych.
Miejscowość przygraniczna położona w południowo-wschodniej części Broumovskej kotliny, w Sudetach Środkowych, przy południowej granicy polsko-czeskiej, we wschodniej części broumovskiego cypla wzdłuż rzeki Ścinawki (czes. Stěnava) i drogi Otovice–Broumov. Otovice są najniżej położoną częścią całej Kotliny Broumovskiej.
W Otovicach istniało drogowe przejście graniczne Tłumaczów-Otovice. 21 grudnia 2007 r. na mocy układu z Schengen przejście zostało zlikwidowane. Do dawnego przejścia granicznego z Polski prowadzi droga wojewódzka nr 385.

## Zabytki
- kościół pw. św. Barbary wzniesiony w stylu barokowym w latach 1725–1727 według projektu architekta Krzysztofa Dientzenhofera przez jego syna Kiliána Ignáca Dientzenhofera, należy do Broumovskiej grupy kościołów[2].
- barokowy młyn wodny z bogato zdobionym szczytem
- kilka kamiennych rzeźb sakralnych z XVIII i XIX w.

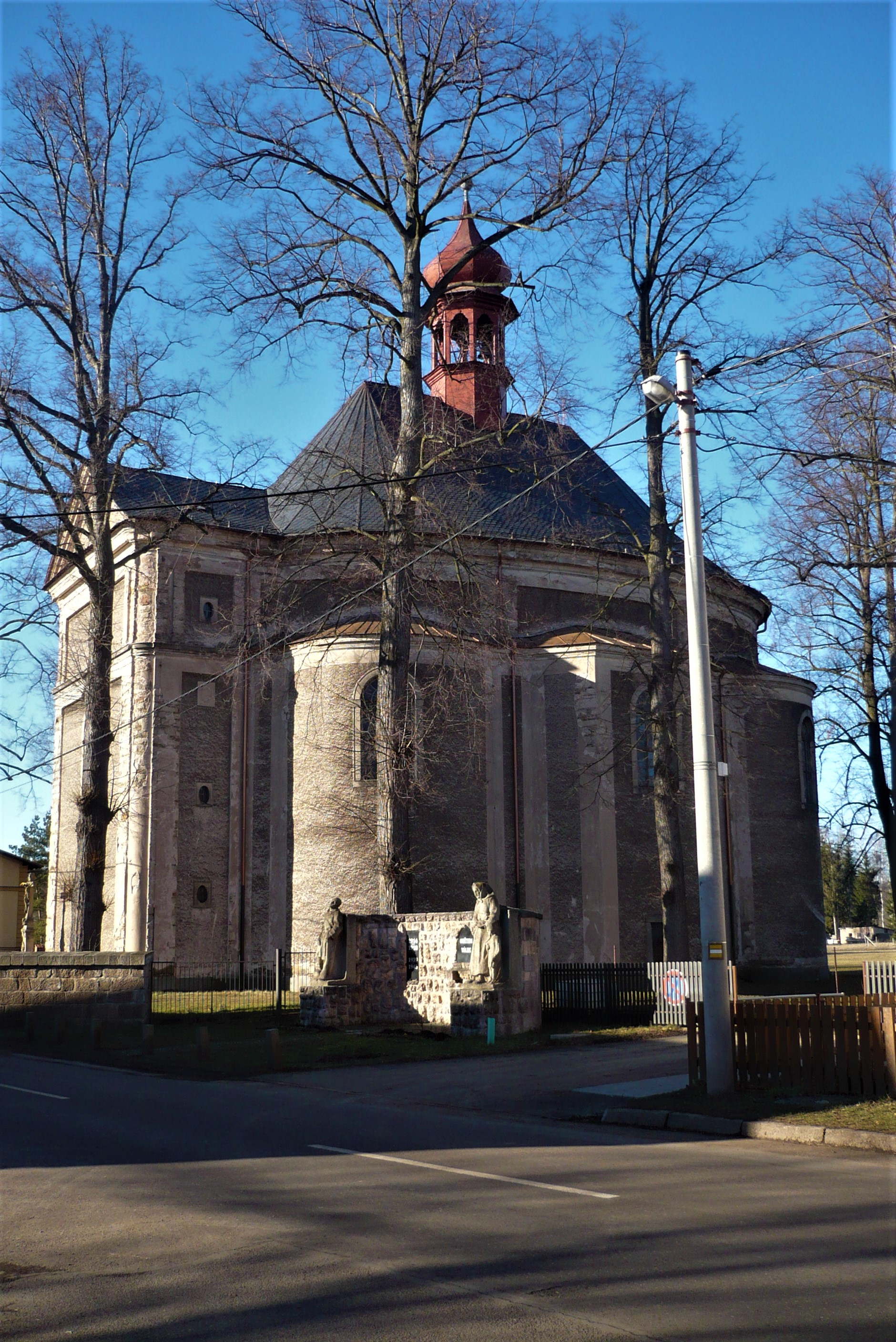
Kościół św. Babary
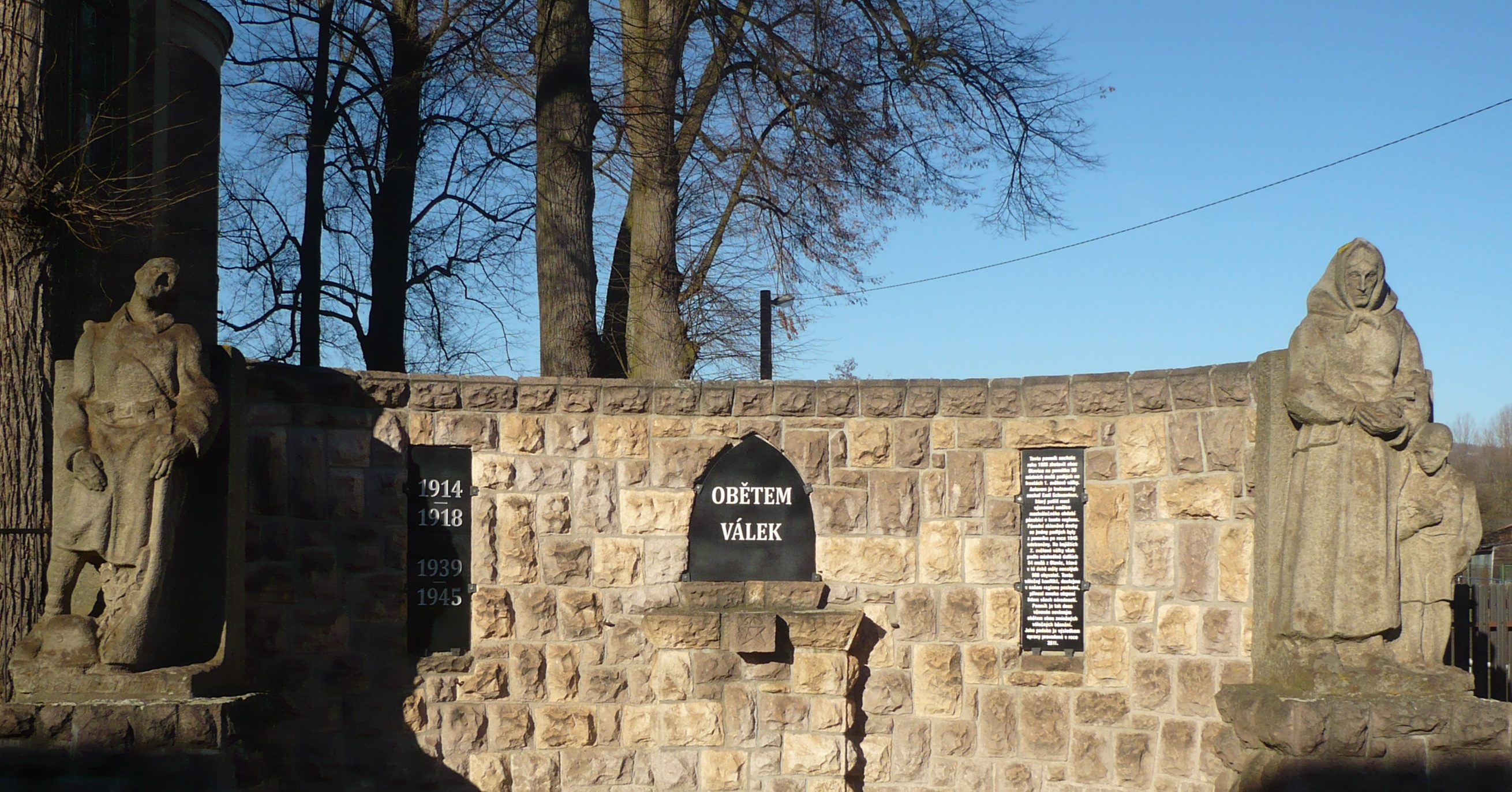
Pomnik w Otovicach
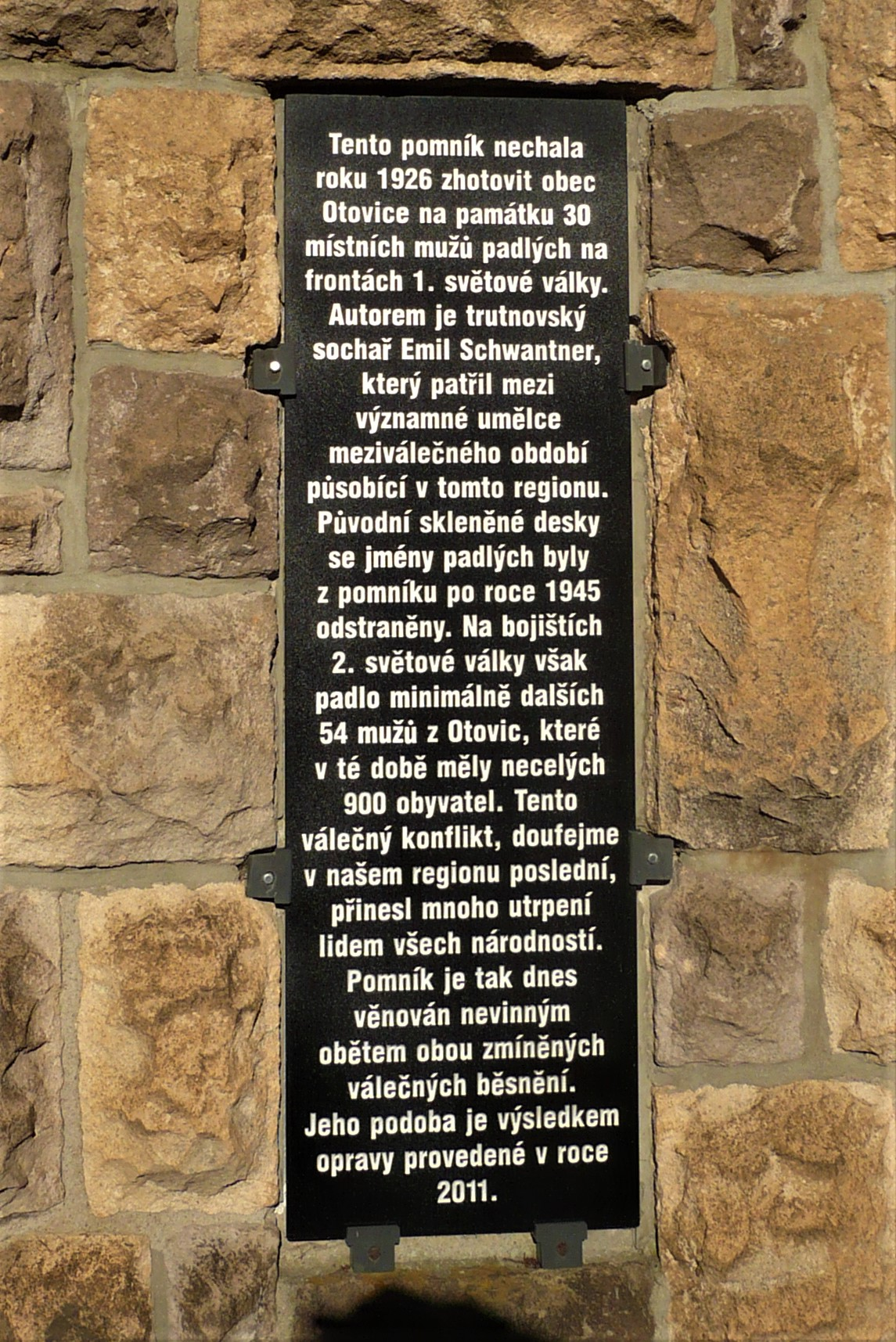
Pomnik w Otovicach
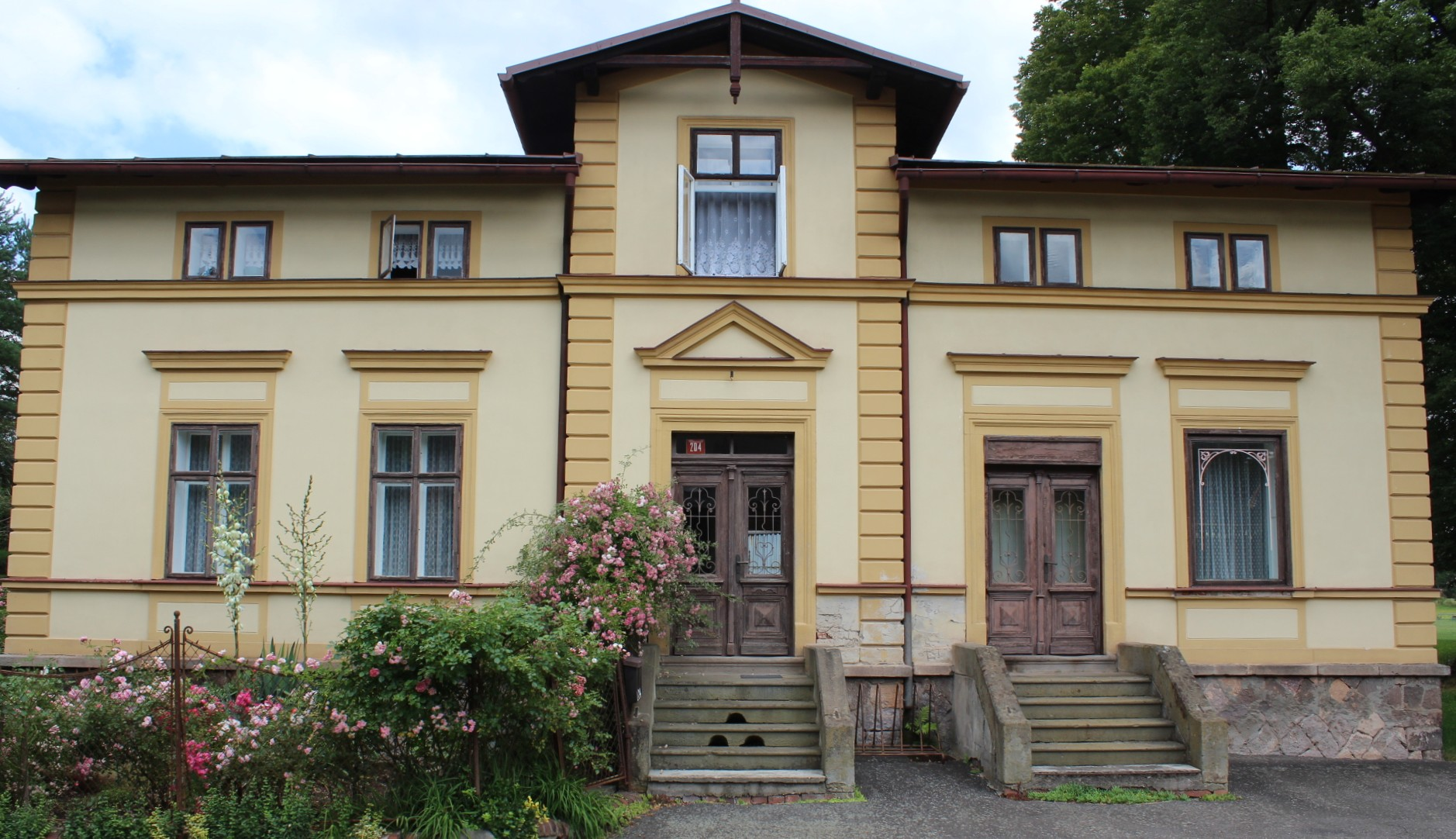
Dom
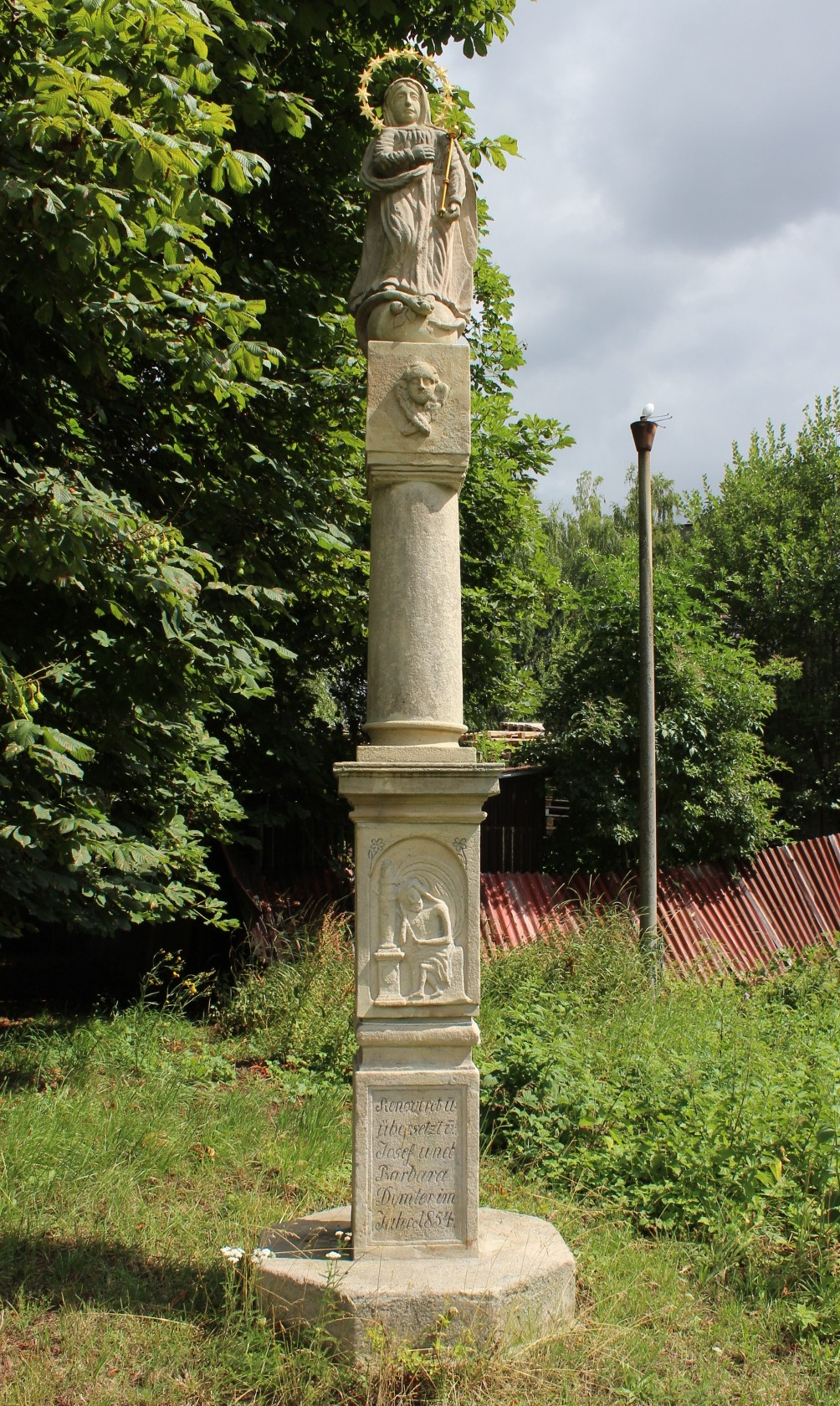
Kolumna maryjna

## Miejscowości partnerskie
- Tłumaczów
- Gajów